# Martin Steinegger
Martin Steinegger (* 15. Februar 1972 in Biel) ist ein ehemaliger Schweizer Eishockeyspieler, der zwischen 1990 und 2012 für den EHC Biel und den SC Bern 1025 Spiele in der National League A absolvierte.

## Karriere
Steinegger blieb bis zu dessen Abstieg in die Nationalliga B im Jahr 1995 seinem Juniorenclub EHC Biel treu. Von der Saison 1995/96 bis zur Spielzeit 2007/08 spielte er für den SC Bern, mit dem er 1997 und 2004 Schweizer Meister wurde.
Nach dem Ausscheiden des SC Bern als Qualifikationssieger der Saison 2007/08 in der ersten Runde der Play-offs gegen Fribourg-Gottéron wurde Steineggers Vertrag auf eigenen Wunsch aufgelöst. Daraufhin kehrte er zu seinem Heimatclub, dem NLA-Aufsteiger EHC Biel, zurück.
Am 27. September 2011 absolvierte Steinegger sein 1000. NLA-Spiel. Damit ist er nach Gil Montandon der zweite Spieler, der diese Marke übertraf.
Seit März 2012 ist Steinegger Sportchef beim EHC Biel.

### International
Für die Schweiz nahm Steinegger an der U20-Junioren-Weltmeisterschaft 1992 sowie der B-Weltmeisterschaft 1997 teil. Des Weiteren stand er im Aufgebot der Schweiz bei den A-Weltmeisterschaften 1993, 1998, 1999, 2000, 2001, 2002, 2003, 2004, 2006 und 2007 sowie den Olympischen Winterspielen 2002 in Salt Lake City. Mit insgesamt 219 Länderspielen für die Schweiz war Steinegger zeitweise Rekordnationalspieler seines Landes.

## Erfolge und Auszeichnungen
- 1997 Schweizer Meister mit dem SC Bern
- 2004 Schweizer Meister mit dem SC Bern

## Karrierestatistik
(Legende zur Spielerstatistik: Sp oder GP = absolvierte Spiele; T oder G = erzielte Tore; V oder A = erzielte Assists; Pkt oder Pts = erzielte Scorerpunkte; SM oder PIM = erhaltene Strafminuten; +/− = Plus/Minus-Bilanz; PP = erzielte Überzahltore; SH = erzielte Unterzahltore; GW = erzielte Siegtore; 1 Play-downs/Relegation; Kursiv: Statistik nicht vollständig)